# Хиппи, Джеймс
Джеймс Стивен Хиппи (англ. James Stephen Heappey; род. 30 января 1981, Нэйлси) — британский политик, младший министр по делам Вооружённых сил и ветеранов с 2020 по 2024 год (в сентябре-октябре 2022 года с правом участия в заседаниях Кабинета).

## Биография
Получил степень бакалавра искусств в Бирмингемском университете, в 2004 году окончил Королевскую военную академию в Сандхерсте.
Служил в армии, получив звание майора. За годы военной карьеры побывал в Северной Ирландии, Ираке, Афганистане, а также в Кении и в разных местах на территории Великобритании.
В 2012 году вышел в отставку, работал в аппарате консервативного парламентария от Сомерсета Лиама Фокса.
В 2015 году избран в Палату общин от избирательного округа в городе Уэлс (графство Сомерсет), получив 26 247 голосов (на 7585 больше, чем сильнейшая из соперников — кандидатка либеральных демократов Тесса Мант).
В 2019 году был назначен парламентским личным секретарём премьер-министра, а 16 декабря 2019 года — младшим министром Министерства обороны по оборонным закупкам.
13 февраля 2020 года назначен младшим министром по делам Вооружённых сил.
6 сентября 2022 года при формировании правительства Лиз Трасс назначен младшим министром по делам Вооружённых сил и ветеранов с правом участия в заседаниях Кабинета.
25 октября 2022 года по завершении правительственного кризиса был сформирован кабинет Риши Сунака, в котором Джеймс Хиппи не получил статус члена Кабинета, но сохранил должность младшего министра по делам Вооружённых сил без права участия в заседаниях Кабинета.
26 марта 2024 года ушёл в отставку из правительства, объявив также об отказе выдвигать свою кандидатуру на следующих парламентских выборах.